# Suda (ilha)
Suda (em grego: Σούδα) é uma ilhota na baía de Suda na costa noroeste de Creta. Nos tempos antigos, esta ilhota foi uma das duas ilhotas que foram referidas como Leucai (pronuncia-se "Lefcai") com base no mito grego da competição musical entre musas e sereias. Em tal, segundo Estêvão de Bizâncio, as musas em sua angústia por terem sido derrotadas arrancaram as penas das asas de suas rivais que ficaram brancas e precipitaram-se no mar de Aptera onde elas formaram as ilhas da baía que foram chamadas Lefkai. A segunda ilhota é conhecida hoje como Leão (ou Nisi; no passado era conhecida como Ilha Coelho).
A ilha foi fortificada pelos venezianos, devido a sua localização estratégica, controlando a entrada de ancoragem da baía de Suda (que ainda é uma importante base naval grega e da OTAN). Embora o resto da ilha de Creta caiu sob controle otomano na Guerra de Creta (1645-1669), a fortaleza de Suda (juntamente com as fortalezas de Grambússa e Espinalonga) manteve-se nas mãos de Veneza até 1715, quando também caiu sob os otomanos. Durante este período, a ilha serviu de refúgio para insurgentes de Creta.